# کنزینگتن، ویکتوریا
کنزینگتن (به انگلیسی: Kensington) یک حومه شهر در استرالیا است که در City of Melbourne واقع شده‌است.